# Vehicle Stability Assist
VSA - (Vehicle Stability Assist) - system stabilizacji pojazdu, inaczej system antypoślizgowy montowany w samochodach.
Pod skrótem VSA występuje głównie w samochodach marki Honda. Inni producenci ten sam system nazywają innymi skrótami (np. VSC - Toyota, DSC - Volvo).
System wspomaga stabilizację ścieżki po której porusza się pojazd wchodząc w zakręt z za dużą prędkością aby nie doszło do poślizgu i wypadnięcia z drogi.